# شان چویی
شان چویی (انگلیسی: Sean Tuohy؛ زادهٔ ۲۳ نوامبر ۱۹۵۹) بازیکن بسکتبال اهل ایالات متحده آمریکا است. کتاب نقطه کور: تکامل یک بازی (۲۰۰۶) اثر مایکل لوئیس به او، همسرش لی آن و خانواده چویی پرداخته و فیلم نقطه کور (۲۰۰۹) اقتباسی از این کتاب است.